# Double hommes de badminton aux Jeux olympiques d'été de 2016
Pour un article plus général, voir Badminton aux Jeux olympiques d'été de 2016.
Navigation
Londres 2012 Tokyo 2020
Le tournoi de  double hommes de badminton aux Jeux olympiques d'été de 2016 de Rio de Janeiro se déroule au Riocentro du 11 au 18 août 2016.

## Format de la compétition
La compétition se déroule en 2 parties : une phase de poule et, à l'issue de celle-ci, une série de matches à élimination directe jusqu'à la finale.

## Têtes de séries
Il n'y a que 4 paires qui sont têtes de série.
| N° | Joueurs                                | Résultat        | Élimination par                  |
| -- | -------------------------------------- | --------------- | -------------------------------- |
| 1. | Lee Yong-dae / Yoo Yeon-seong (KOR)    | Quart de finale | Goh V Shem / Tan Wee Kiong (MAS) |
| 2. | Mohammad Ahsan / Hendra Setiawan (INA) | 1er tour        | Élimination en poules            |
| 3. | Kim Gi-jung / Kim Sa-rang (KOR)        | Quart de finale | Fu Haifeng / Zhang Nan (CHN)     |
| 4. | Fu Haifeng / Zhang Nan (CHN)           | 1re place       | -                                |

## Phase de poule
Qualifiés pour les quarts de finale.

### Groupe A
| Joueurs                                 | MJ | G | P | SG | SP | Pts |
| --------------------------------------- | -- | - | - | -- | -- | --- |
| Vladimir Ivanov / Ivan Sozonov (RUS)    | 3  | 3 | 0 | 6  | 1  | 3   |
| Lee Yong-dae / Yoo Yeon-seong (KOR) (1) | 3  | 2 | 1 | 5  | 3  | 2   |
| Lee Sheng-mu / Tsai Chia-hsin (TPE)     | 3  | 1 | 2 | 3  | 4  | 1   |
| Matthew Chau / Sawan Serasinghe (AUS)   | 3  | 0 | 3 | 0  | 6  | 0   |

| Date    | Paire 1          | Score               | Paire 2           |
| ------- | ---------------- | ------------------- | ----------------- |
| 11 août | Lee / Yoo        | 21-14, 21-16        | Chau / Serasinghe |
| 11 août | Lee / Tsai       | 11-21, 20-22        | Ivanov / Sozonov  |
| 12 août | Lee / Yoo        | 18-21, 21-13, 21-18 | Lee / Tsai        |
| 12 août | Ivanov / Sozonov | 21-16, 21-16        | Chau / Serasinghe |
| 13 août | Lee / Yoo        | 17-21, 21-19, 16-21 | Ivanov / Sozonov  |
| 13 août | Lee / Tsai       | 21-14, 21-19        | Chau / Serasinghe |

### Groupe B
| Joueurs                                  | MJ | G | P | SG | SP | Pts |
| ---------------------------------------- | -- | - | - | -- | -- | --- |
| Goh V Shem / Tan Wee Kiong (MAS)         | 3  | 3 | 0 | 6  | 1  | 3   |
| Fu Haifeng / Zhang Nan (CHN) (4)         | 3  | 2 | 1 | 5  | 2  | 2   |
| Michael Fuchs / Johannes Schöttler (GER) | 3  | 1 | 2 | 2  | 4  | 1   |
| Phillip Chew / Sattawat Pongnairat (USA) | 3  | 0 | 3 | 0  | 6  | 0   |

| Date    | Paire 1           | Score               | Paire 2           |
| ------- | ----------------- | ------------------- | ----------------- |
| 11 août | Fu / Zhang        | 21-6, 21-7          | Chew / Pongnairat |
| 11 août | Fuchs / Schöttler | 14-21, 17-21        | Goh / Tan         |
| 12 août | Fu / Zhang        | 21-11, 21-16        | Fuchs / Schöttler |
| 12 août | Chew / Pongnairat | 12-21, 10-21        | Goh / Tan         |
| 13 août | Fu / Zhang        | 21-16, 15-21, 18-21 | Goh / Tan         |
| 13 août | Fuchs / Schöttler | 21-14, 21-14        | Chew / Pongnairat |

### Groupe C
| Joueurs                               | MJ | G | P | SG | SP | Pts |
| ------------------------------------- | -- | - | - | -- | -- | --- |
| Kim Gi-jung / Kim Sa-rang (KOR) (3)   | 3  | 2 | 1 | 5  | 2  | 2   |
| Marcus Ellis / Chris Langridge (GBR)  | 3  | 2 | 1 | 5  | 3  | 2   |
| Mathias Boe / Carsten Mogensen (DEN)  | 3  | 2 | 1 | 4  | 3  | 2   |
| Adam Cwalina / Przemysław Wacha (POL) | 3  | 0 | 3 | 0  | 6  | 0   |

| Date    | Paire 1         | Score               | Paire 2           |
| ------- | --------------- | ------------------- | ----------------- |
| 11 août | Kim G. / Kim S. | 21-14, 21-15        | Cwalina / Wacha   |
| 11 août | Boe / Mogensen  | 21-9, 9-21, 21-16   | Ellis / Langridge |
| 12 août | Kim G. / Kim S. | 21-17, 23-25, 18-21 | Ellis / Langridge |
| 12 août | Boe / Mogensen  | 21-17, 21-17        | Cwalina / Wacha   |
| 13 août | Kim G. / Kim S. | 21-15, 21-18        | Boe / Mogensen    |
| 13 août | Cwalina / Wacha | 18-21, 16-21        | Ellis / Langridge |

### Groupe D
| Joueurs                                    | MJ | G | P | SG | SP | Pts |
| ------------------------------------------ | -- | - | - | -- | -- | --- |
| Hiroyuki Endo / Kenichi Hayakawa (JPN)     | 3  | 2 | 1 | 4  | 4  | 2   |
| Chai Biao / Hong Wei (CHN)                 | 3  | 2 | 1 | 5  | 2  | 2   |
| Mohammad Ahsan / Hendra Setiawan (INA) (2) | 3  | 1 | 2 | 3  | 4  | 1   |
| Manu Attri / B. Sumeeth Reddy (IND)        | 3  | 1 | 2 | 2  | 4  | 1   |

| Date    | Paire 1          | Score               | Paire 2         |
| ------- | ---------------- | ------------------- | --------------- |
| 11 août | Ahsan / Setiawan | 21-18, 21-13        | Attri / Reddy   |
| 11 août | Chai / Hong      | 18-21, 21-14, 21-23 | Endo / Hayakawa |
| 12 août | Ahsan / Setiawan | 17-21, 21-17, 14-21 | Endo / Hayakawa |
| 12 août | Attri / Reddy    | 13-21, 15-21        | Chai / Hong     |
| 13 août | Ahsan / Setiawan | 15-21, 17-21        | Chai / Hong     |
| 13 août | Attri / Reddy    | 23-21, 21-11        | Endo / Hayakawa |

## Phase à élimination directe
|  | Quarts de finale | Quarts de finale        | Quarts de finale        | Quarts de finale | Quarts de finale |    |                   | Demi-finales     | Demi-finales       | Demi-finales       | Demi-finales       | Demi-finales       |                    |  | Finales | Finales                 | Finales | Finales | Finales | Finales | Finales |
|  |                  |                         |                         |                  |                  |    |                   |                  |                    |                    |                    |                    |                    |  |         |                         |         |         |         |         |         |
|  |                  | Ivanov / Sozonov (RUS)  | 13                      | 21               | 16               |    |                   |                  |                    |                    |                    |                    |                    |  |         |                         |         |         |         |         |         |
|  |                  | Chai / Hong (CHN)       | 21                      | 16               | 21               |    |                   |                  |                    |                    |                    |                    |                    |  |         |                         |         |         |         |         |         |
|  |                  | Chai / Hong (CHN)       | 21                      | 16               | 21               |    | Chai / Hong (CHN) | 18               | 21                 | 17                 |                    |                    |                    |  |         |                         |         |         |         |         |         |
|  |                  |                         |                         |                  |                  |    | Chai / Hong (CHN) | 18               | 21                 | 17                 |                    |                    |                    |  |         |                         |         |         |         |         |         |
|  |                  |                         | Goh / Tan (MAS)         | 21               | 12               | 21 |                   |                  |                    |                    |                    |                    |                    |  |         |                         |         |         |         |         |         |
|  |                  | Goh / Tan (MAS)         | Goh / Tan (MAS)         | 21               | 12               | 21 | 17                | 21               | 21                 |                    |                    |                    |                    |  |         |                         |         |         |         |         |         |
|  |                  | Goh / Tan (MAS)         |                         |                  |                  |    | 17                | 21               | 21                 |                    |                    |                    |                    |  |         |                         |         |         |         |         |         |
|  | 1                | Lee / Yoo (KOR)         | 21                      | 18               | 19               |    |                   |                  |                    |                    |                    |                    |                    |  |         |                         |         |         |         |         |         |
|  |                  |                         |                         |                  |                  |    |                   |                  |                    |                    |                    |                    |                    |  |         | Goh / Tan (MAS)         | 21      | 11      | 21      |         |         |
|  |                  |                         | 4                       | Fu / Zhang (CHN) | 16               | 21 | 23                |                  |                    |                    |                    |                    |                    |  |         |                         |         |         |         |         |         |
|  | 4                | Fu / Zhang (CHN)        | 11                      | 21               | 24               |    |                   |                  |                    |                    |                    |                    |                    |  |         |                         |         |         |         |         |         |
|  | 3                | Kim G. / Kim S. (KOR)   | 21                      | 18               | 22               |    |                   |                  |                    |                    |                    |                    |                    |  |         |                         |         |         |         |         |         |
|  | 3                | Kim G. / Kim S. (KOR)   | 21                      | 18               | 22               |    | 4                 | Fu / Zhang (CHN) | 21                 | 21                 |                    |                    |                    |  |         |                         |         |         |         |         |         |
|  |                  |                         |                         |                  |                  |    | 4                 | Fu / Zhang (CHN) | 21                 | 21                 |                    |                    |                    |  |         |                         |         |         |         |         |         |
|  |                  |                         | Ellis / Langridge (GBR) | 14               | 18               |    |                   |                  | Médaille de bronze | Médaille de bronze | Médaille de bronze | Médaille de bronze | Médaille de bronze |  |         |                         |         |         |         |         |         |
|  |                  | Ellis / Langridge (GBR) | Ellis / Langridge (GBR) | 14               | 18               | 21 | 21                |                  | Médaille de bronze | Médaille de bronze | Médaille de bronze | Médaille de bronze | Médaille de bronze |  |         |                         |         |         |         |         |         |
|  |                  | Ellis / Langridge (GBR) |                         |                  |                  | 21 | 21                |                  |                    |                    |                    |                    |                    |  |         |                         |         |         |         |         |         |
|  |                  | Endo / Hayakawa (JPN)   | 19                      | 17               |                  |    |                   |                  |                    |                    |                    |                    |                    |  |         | Chai / Hong (CHN)       | 18      | 21      | 10      |         |         |
|  |                  |                         |                         |                  |                  |    |                   |                  |                    |                    |                    |                    |                    |  |         | Ellis / Langridge (GBR) | 21      | 19      | 21      |         |         |

## Sources
- Le site officiel du Comité international olympique
- Site officiel de Rio 2016